# Großer Bärenkopf (bergstopp)
Großer Bärenkopf är en bergstopp i Österrike.   Den ligger i distriktet Spittal an der Drau och förbundslandet Kärnten, i den centrala delen av landet. Toppen på Großer Bärenkopf är 3 396 meter över havet.
Den högsta punkten i närheten är Großes Wiesbachhorn, 3 564 meter över havet, 2,6 km nordost om Großer Bärenkopf.
Trakten runt Großer Bärenkopf består i huvudsak av kala bergstoppar och isformationer.